# Rodrigo Huescas
Rodrigo Jhossel Huescas Hurtado (ur. 18 września 2003 w Naucalpan) – meksykański piłkarz występujący na pozycji prawego obrońcy lub prawego pomocnika, reprezentant Meksyku, od 2024 roku zawodnik duńskiej FC Kopenhagi.